# Acleris maccana
Acleris maccana là một loài bướm đêm thuộc họ Tortricidae. Nó được tìm thấy ở châu Âu, phía đông ngang qua các vùng phương bắc tới Xibia. Ở Bắc Mỹ nó phân bố ở hầu hết vùng rừng phương bắc, phía nam trong vùng núi phía đông.
Sải cánh dài 19–25 mm. Con trưởng thành bay vào cuối thu và một lần nữa vào đầu xuân. Có một lứa một năm.
Ấu trùng ăn các loài cây bụi và cây rụng lá, bao gồm Myrica (bao gồm Myrica gale), Vaccinium (bao gồm Vaccinium myrtillus và Vaccinium uliginosum), Rhododendron, Malus, Betula, Salix và Populus. Chúng sống trong tổ đan bằng lá và kén.